# (2382) Nonie
(2382) Nonie (1977 GA) – planetoida z pasa głównego asteroid okrążająca Słońce w ciągu 4,59 lat w średniej odległości 2,76 au. Odkryta 13 kwietnia 1977 roku.